# Ludomir Słupeczański

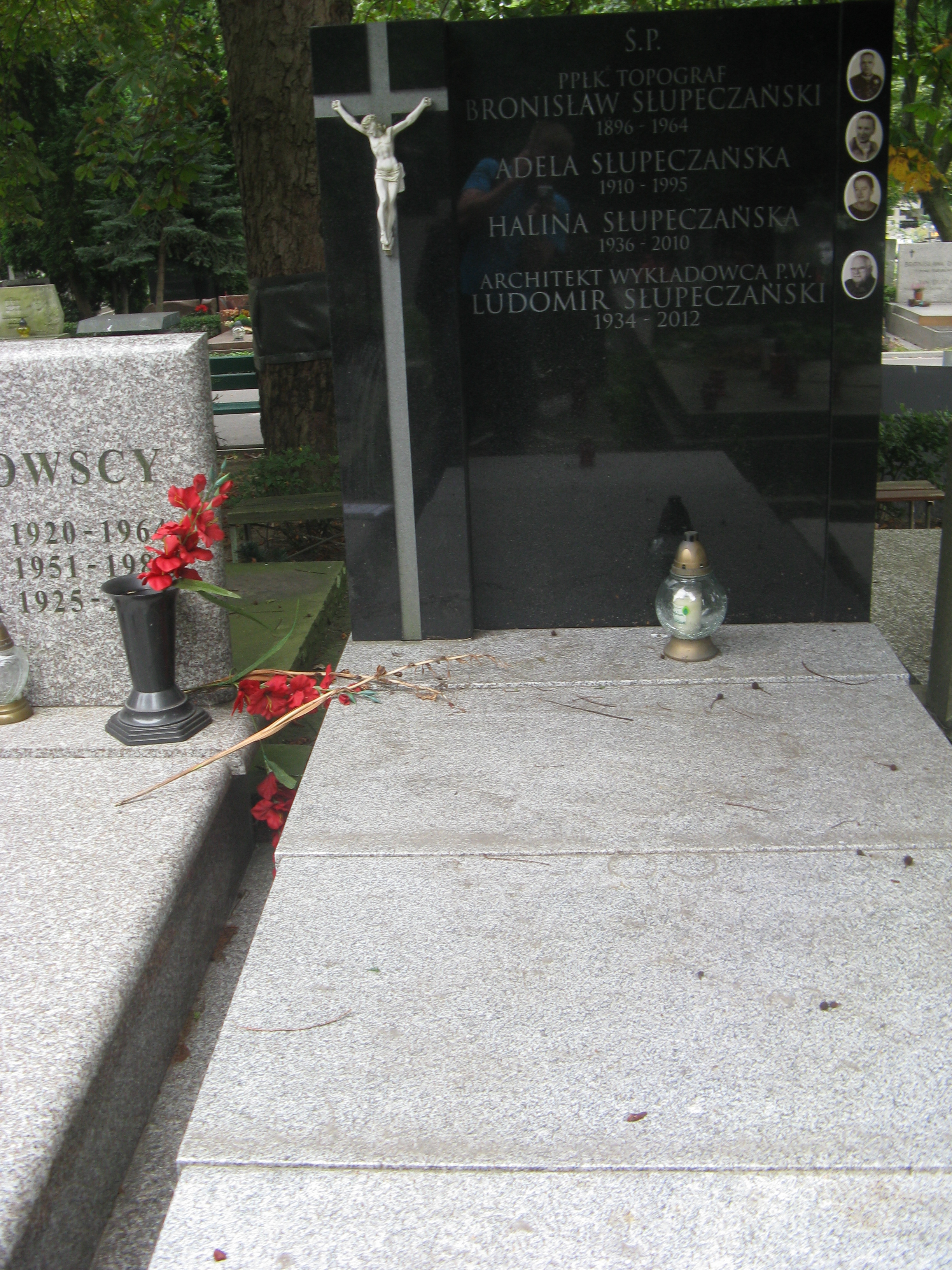
Grób Ludomira Słupeczańskiego na Powązkach

Ludomir Słupeczański (ur. 10 marca 1934 w Warszawie, zm. 22 stycznia 2012 tamże) – polski architekt, rysownik, malarz, akwarelista, nauczyciel akademicki, członek Stowarzyszenia Architektów Rzeczypospolitej Polskiej (SARP) i Mazowieckiej Okręgowej Izby Architektów RP.

## Życiorys
Absolwent Wydziału Architektury Politechniki Warszawskiej w 1959 roku. Prowadził audycje w TVP: Meandry Architektury w latach 1994–1997 i Rysuj z nami 1994–1997. Autor lekcji na kasetach VHS Rysuj z nami dla szkół (51 lekcji), opracowanych dla Ministerstwa Edukacji Narodowej w 1997 oraz publikacji w pismach: Architektura, Sukces, Trybuna Mazowiecka, Top, Cash. Starszy wykładowca w Samodzielnej Pracowni Rysunku, Malarstwa i Rzeźby Wydziału Architektury Politechniki Warszawskiej, visiting professor University of Detroit Mercy School of Architecture (1985, 1991).
Od 1961 roku członek Stowarzyszenia Architektów Rzeczypospolitej Polskiej (SARP) Oddział Warszawa, były członek Mazowieckiej Okręgowej Izby Architektów RP.
Autor lub współautor opracowań projektowych: miasto linearne Warszawa – Włocławek – Łódź (1971); koncepcja Centrum wystawowo-handlowego w Warszawie, port Żerań (1999); przebudowa Stadionu Dziesięciolecia, Warszawskie Koloseum (1998). Do jego ważniejszych zrealizowanych projektów należą: kościoły w Wólce Mlądzkiej (1984), Henrykowie k. Warszawy (1986); zespół pawilonów w Raszynie (1990); osiedla: TBM Batory w Warszawie (1999), domów jednorodzinnych dla J.W. Construction (1999); siedziba J.W. Construction (Ząbki 1999); liczne domy jednorodzinne i rekreacyjne.
Wystawy rysunkowe i malarskie: Warszawa, Lublin, Londyn, Mesyna, Göteborg, Detroit, Öskemen, Berlin.
Pochowany na cmentarzu Powązki Wojskowe w Warszawie (kwatera BII30-7-18).

## Odznaczenia i nagrody
- Krzyż Kawalerski Orderu Odrodzenia Polski (1985)
- Złoty Krzyż Zasługi (1975)
- Medal Komisji Edukacji Narodowej (1995)
- Nagroda Ministra i Rektora Politechniki Warszawskiej